# Hotel Diablo
Hotel Diablo é o quarto álbum de estúdio do artista norte-americano Machine Gun Kelly, lançado em 5 de julho de 2020 pela Bad Boy Records e Interscope Records

## Antecedentes e promoção
Pouco depois de lançar as faixas bônus para Bloom, Kelly anunciou que começaria a gravar "álbum 4". Ao longo do final de 2018, Kelly anunciou que tem um título para o próximo álbum. Após o lançamento de seu segundo EP, ele respondeu a um fã, afirmando que "nenhuma música do EP estará no álbum 4". Ele também afirmou que apagou todo o material do 4º álbum que já estava lá, e começou do zero. Uma das músicas deletadas foi uma collab entre MGK e Lana Del Rey, que nunca se concretizou. Em 2 de abril, a MGK postou um trecho de vídeo de 16 segundos de uma música junto com o título do álbum nas redes sociais. O vídeo mostra uma garota na banheira com o título do álbum se aproximando acima dela. Kelly revelou que sairia em turnê em breve para a Hotel Diablo World Tour para promover o próximo álbum. Em 10 de maio, um vídeo de 58 segundos foi postado, com Kelly fazendo rap em preparação para o álbum. Havia rumores de que a canção seria intitulada "Breaking News 2", uma sequência de "Breaking News" de sua mixtape Black Flag de 2013. Na primeira semana de junho, três singles do álbum haviam sido lançados.
Em 11 de junho, Kelly anunciou a data de lançamento e compartilhou um vídeo de si mesmo fazendo uma tatuagem na cabeça com o nome do álbum tatuado, com a legenda "album comes JULY 5th" (álbum vem 5 de julho). Em 27 de junho, Kelly revelou a capa do álbum.

## Desempenho comercial

### Posições
| Tabela musical (2019)                             | Melhor posição |
| ------------------------------------------------- | -------------- |
| Alemanha (GfK Entertainment Charts)               | 75             |
| Austrália (ARIA)                                  | 26             |
| Austrália (Ö3 Austria)                            | 37             |
| Bélgica (Ultratop de Flandres)                    | 83             |
| Canadá (Billboard Canadian Albums)                | 6              |
| Chéquia (ČNS IFPI)                                | 17             |
| Escócia (Scottish Albums Chart)                   | 80             |
| Estados Unidos (Billboard 200)                    | 5              |
| Estados Unidos (Billboard Top R&B/Hip Hop Albums) | 4              |
| Finlândia (Musiikkituottajat)                     | 31             |
| Irlanda (IRMA)                                    | 54             |
| Itália (FIMI)                                     | 96             |
| Letônia (LAIPA)                                   | 7              |
| Lituânia (AGATA)                                  | 9              |
| Noruega (VG-lista)                                | 22             |
| Nova Zelândia (Recorded Music NZ)                 | 23             |
| Países Baixos (MegaCharts)                        | 30             |
| Reino Unido (UK Albums Chart)                     | 43             |
| Suécia (Sverigetopplistan)                        | 55             |
| Suíça (Schweizer Hitparade)                       | 36             |